# Buang Ruk Kamathep
Buang Ruk Kamathep (tên Tiếng Thái: บ่วงรักกามเทพ, tên tiếng Việt: Chiếc nhẫn tình yêu) là bộ phim truyền hình Thái Lan, phát sóng vào năm 2009. Với sự tham gia của Nawat Kulrattanarak, Namthip Jongrachatawiboon, Ornjira Larmwilai, Tui Pakorn Namo, Nirut Sirijanya...

## Thông tin phim
- Tên tiếng Anh: บ่วงรักกามเทพ / Lassoing Love Cupid / Cupid’s Love Ring / The Magic of Cupid / Ntry Title: Snaeha Velvol
- Số tập: 28
- Thể loại: tình cảm, lãng mạn
- Thời gian phát sóng: 20h30 thứ 2-5
- Kênh phát sóng: Channel 5
- Thời điểm phát sóng: 16/3/2009 – 30/4/2009
- Nhạc phim: “Ruk Krai Mai Pen” – Asanee & Wasan Chotikul
- Sub – Theme song: “Tummai Jai Rai Yang Nee” – Namthip Jongrachatawiboon
- Đạo diễn: Nipon Pewnane
- Biên kịch: từ “Dork Mai See Ploeng” – Nusyamaj
- Công ty sản xuất: Exact – Scenario

## Nội dung
Phubodee (Pong Nawat) là con trưởng trong một gia đình giàu có đang ở Mỹ được mẹ gọi trở về nước để giải quyết việc gia đình. Pawat - em trai Phubodee yêu Orane - chị gái của Ornicha (Bee Namthip), cô gái hơn anh tới năm tuổi gia đình nghèo hơn nữa đã từng kết hôn. Mẹ Phubodee và cô gái được bà chọn làm con dâu là Neena tới nhà Ornicha làm loạn nhiều lần bắt họ chấm dứt quan hệ nhưng không được. Dùng mọi cách phá hoại tình cảm của Pawat không được lại vấp phải sự cương quyết từ gia đình Orane và Ornicha, Phubodee bèn nghĩ cách nói dối với em trai đưa sang Mỹ một thời gian phát triển sự nghiệp của gia đình khi trở về sẽ đồng ý cho hai người lấy nhau. Orane rất lo sợ sẽ mất đi người yêu nên nhất định không đồng ý.
Để người yêu yên lòng, Pawat và Orane bí mật kết hôn có Tawee - bạn thân của Pawat làm chứng. Bố của Oranee ốm nặng phải trả một khoản viện phí lớn mà gia đình không có điều kiện. Phubodee biết chuyện bèn tới tìm Oranee đưa cô tiền, yêu cầu chấm dứt mối quan hệ với Pawat. Vì bố, Orane đành chấp nhận. Phubodee thông báo cho Pawat rằng Orane đã nhận tiền để từ bỏ tình cảm. Không tin những gì anh trai nói, Pawat lập tức bay về gặp người yêu. Trên đường đi, Pawat gặp tai nạn giao thông qua đời. Mọi tức giận đều đổ vào Orane. Quá đau khổ, Orane tự tử. May mắn, Orane biết mình có thai. Gia đình Orane về quê sinh sống. Do sức khỏe yếu, sau khi sinh Tonklah thì Orane cũng qua đời. Do Pawat đã kết hôn nên phần tài sản của anh được dành cho Orane. Phubodee tìm kiếm Orane nhằm bắt cô hủy quyền thừa kế nhưng không thấy. Ornicha quyết tâm nuôi dạy Tonklah khôn lớn và tự nhận là mẹ (lúc đó Tonklah không biết là dì của mình).
Năm năm sau, bố của Ornicha qua đời vì bệnh nặng. Từ đó, cô cùng Tonklah quay về Bangkok. Cô làm y tá tại bệnh viện để kiếm sống nuôi Tonklah. Điều Oricha không ngờ rằng đó là bệnh viện của gia đình Phubodee. Tình cờ hai người gặp lại nhau. Vốn ghét Phubodee từ trước, quan hệ của hai người rất xấu. Do theo dõi Ornicha, Phubodee biết Tonklah là con trai của Pawat và Oranee - Tonklah giống hệt Pawat lúc nhỏ dù Ornicha kiên quyết phủ nhận. Vì không giành được quyền chính thức giám hộ Tonklah, Phubodee đành nghĩ cách khác. Ornicha rất quan tâm Tawee - người bạn tốt luôn giúp đỡ cô. Giftgay - bạn thân của Ornicha cũng cảm mến Tawee. Thời gian trôi qua, Phubodee bắt đầu có tình cảm với Ornicha lúc nào không biết và Tonklah luôn hàn gắn tình cảm của cả hai người...

## Diễn viên
- Nawat Kulrattanarak vai Phubodee (Pooh)
- Namthip Jongrachatawiboon vai Ornicha (Ni)
- Tui Pakorn Namo vai Tawee
- Ornjira Larmwilai vai Giftgay
- Chayatorn Setjinda vai Pawat (em trai Phubodee)
- Nirut Sirijanya vai Pipob (bố của Phubodee và Pawat)
- Sinitha Boonyasak vai Oranee (Nee) (chị gái Ornicha)
- Phitchanat Sakhakon vai Nina
- Santisuk Promsiri vai Uthai (bố của Oranee và Ornicha)
- Duangta Toongkamanee vai Sumon (mẹ của Phubodee và Pawat)
- Runya Siyanon vai Nuernuan (mẹ Nina)
- Plengtai Niyomtai vai Tonklah (con trai Pawat và Oranee)

## Ca khúc nhạc phim
- รักใครไม่เป็น / Ruk Krai Mai Pen – Asanee & Wasan Chotikul
- ทำไมใจร้ายอย่างนี้ / Tummai Jai Rai Yang Nee – Namthip Jongrachatawiboon